# Caixa de pássaro cantor autômato

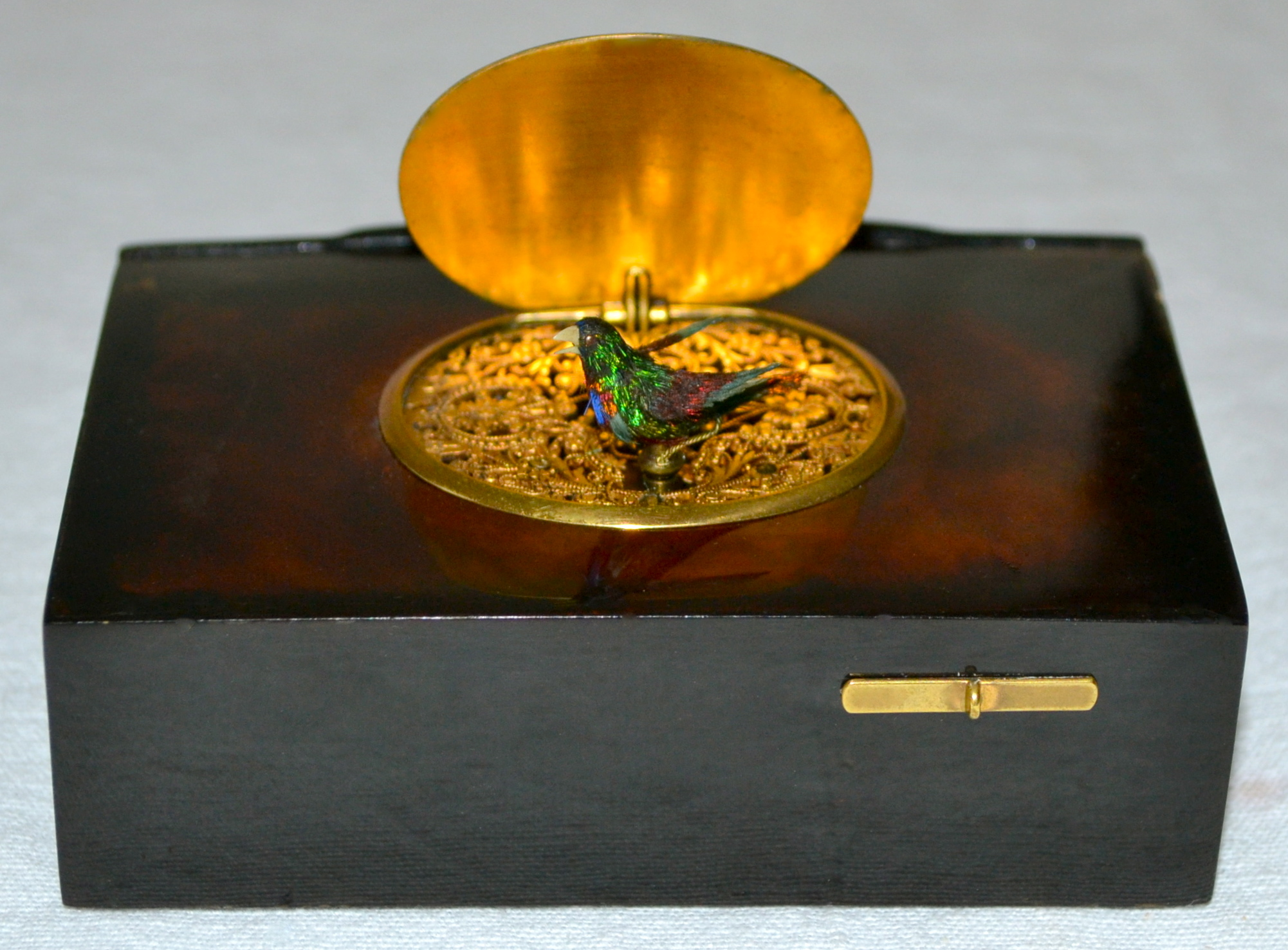
Peça feita por volta de 1890 pela casa francesa Bontems. Caixa de tartaruga com autômato finamente elaborado composto por plumagem iridescente de colibri e pico de osso.

Uma caixa de pássaro cantor autômato (boîte à oiseau chanteur em francês) consiste em uma caixa, geralmente com forma retangular, que contém em seu interior um ave mecânica de pequeno tamanho situado debaixo de um medalhão ou tampa ovalada e ativada por meio de um dispositivo.
Suas origens estão na cidade suíça de Genebra, e sua invenção em 1784-1785 é atribuída a Pierre Jaquet-Droz.
Às vezes emplea-se o termo tabaqueira para denominar este objeto por sua semelhança em tamanho e forma, embora isso não implica necessariamente que é usada para guardar rapé.